# Ortocupolărotondă pentagonală alungită
În geometrie ortocupolarotonda pentagonală alungită este un poliedru convex construit prin alungirea unei ortocupolerotonde pentagonale (J32) prin inserarea unei prisme decagonale între cele două jumătăți. Este poliedrul Johnson J40. Rotirea oricăreia dintre cupola pentagonală (J5) sau rotonda pentagonală (J6) cu 36° înainte de alungire produce o girocupolărotondă pentagonală (J33), iar după alungire produce o girocupolărotondă pentagonală alungită (J41).

## Mărimi asociate
Următoarele formule pentru arie, A și volum, V sunt stabilite pentru lungimea laturilor tuturor poligoanelor (care sunt regulate) a:
{\displaystyle A={\frac {1}{4}}\left(60+{\sqrt {10\left(190+49{\sqrt {5}}+21{\sqrt {75+30{\sqrt {5}}}}\right)}}\right)a^{2}\approx 33,538532~a^{2},}
{\displaystyle V={\frac {5}{12}}\left(11+5{\sqrt {5}}+6{\sqrt {5+2{\sqrt {5}}}}\right)a^{3}\approx 16,936017~a^{3}.}